# Hayashi Yūzō
Hayashi Yūzō est un nom japonais traditionnel ; le nom de famille (ou le nom d'école), Hayashi, précède donc le prénom (ou le nom d'artiste).
Hayashi Yūzō (林有造, né le 21 septembre 1842 dans la province de Tosa au Japon et décédé à l'âge de 79 ans le 29 décembre 1921 dans la préfecture de Kōchi) est un homme politique japonais de l'ère Meiji.

## Biographie
Fils de Iwamura Hidetoshi, un samouraï au service du domaine de Tosa, Hayashi nait dans la province de Tosa (actuelle préfecture de Kōchi). Son frère aîné est Iwamura Michitoshi et son frère cadet, Iwamura Takatoshi, deux politiciens du gouvernement de Meiji. Il est adopté par la famille Hayashi pendant son enfance. Pendant la guerre de Boshin, il combat contre les forces du shogunat Tokugawa dans la province d'Echigo. Après la restauration de Meiji, il travaille avec Itagaki Taisuke mais est rapidement arrêté pour avoir tenté de rassembler une armée visant à aider Saigō Takamori durant la rébellion de Satsuma.
Après sa libération, il rejoint Itagaki Taisuke et devient membre du parti Jiyūtō. Il remporte un siège à la chambre des représentants de la Diète du Japon lors des élections législatives japonaises de 1890 et est par la suite réélu huit fois au même siège. Hayashi est nommé ministre des Communications en 1898 dans le premier gouvernement d'Ōkuma Shigenobu. Il est plus tard nommé ministre de l'Agriculture et du Commerce en 1900 dans le quatrième gouvernement d'Itō Hirobumi. Il se retire de la fonction publique en 1908.
De retour dans sa préfecture de Kōchi natale, il devient entrepreneur et fonde une entreprise de perle de culture. Il meurt en 1921 à l'âge de 79 ans et est enterré à Sukumo.